# Amstel Gold Race 1984
La 19ª edición de la Amstel Gold Race se disputó el 21 de abril de 1984 en la provincia de Limburg (Países Bajos). La carrera constó de una longitud total de 247 km, entre Heerlen y Meerssen.
El vencedor fue el holandés Jacques Hanegraaf (Kwantum-Decosol-Yoko) fue el vencedor de esta edición al imponerse en solitario en la línea de meta de Heerlen. El danés Kim Andersen (Coop-Hoonved-Rossin) y el belga Patrick Versluys (Splendor-Mondial-Marc) fueron segundo y tercero respectivamente. 

## Clasificación final
| Pos. | Ciclista          | Equipo                               | Tiempo     |
| ---- | ----------------- | ------------------------------------ | ---------- |
| 1    | Jacques Hanegraaf | Kwantum-Decosol-Yoko                 | 6h 05' 56" |
| 2    | Kim Andersen      | Coop-Hoonved                         | + 2' 04"   |
| 3    | Patrick Versluys  | Splendor-Mondial-Marc                | + 2' 08"   |
| 4    | Rudy Dhaenens     | Splendor-Mondial-Marc                | m. t.      |
| 5    | Ad Wijnands       | Kwantum-Decosol-Yoko                 | m. t.      |
| 6    | William Tackaert  | Fangio-Tonissteiner-O.m.trucks-Mavic | m. t.      |
| 7    | Frédéric Vichot   | Skil-Sem-Mavic-Reydel                | m. t.      |
| 8    | Jacques van Meer  | Avp-Viditel-Concorde                 | m. t.      |
| 9    | Theo de Rooij     | Panasonic-Raleigh                    | m. t.      |
| 10   | Peter Winnen      | Panasonic-Raleigh                    | m. t.      |